# Schlacht von Penfui
Bei der Schlacht von Penfui auf der Insel Timor wurden am 9. November 1749 die mit den Portugiesen verbündeten Topasse von den Niederländern und ihren Verbündeten vernichtend geschlagen.

## Geschehen
1748 rebellierten einige timoresische Liurais (Kleinkönige), die den Topasse tributpflichtig waren. Während der Niederschlagung des Aufstands flohen mehrere Liurais und ihr Gefolge zu den Niederländern nach Kupang. Gaspar da Costa, der Führer der Topasse, griff Kupang daraufhin am 18. Oktober 1749 mit einer Übermacht aus 50.000 Topasse, Timoresen und Portugiesen an. Ihr entgegen standen 23 europäische Soldaten und einige hundert Einheimische von Timor und den Nachbarinseln. Der Versuch die Festung zu erobern scheiterte. Daraufhin zog sich Gaspar ins nahegelegene Penfui zurück und bezog hier Stellung. Das Lager wurde mit Steinen und Erdwällen befestigt.
Am 9. November kam es zum Gegenangriff der Niederländer und ihrer Verbündeten aus Timor, Roti, Semau und Solor, auf das Lager der Topasse. Die Verluste der Topasse werden je nach Quelle mit 2.000 bis 40.000 Tote angegeben, darunter auch Gaspar da Costa, den ein timoresischer Speer durchbohrt haben soll. 

## Folgen
Die Niederlage bei der Schlacht von Penfui war der Beginn des Zusammenbruchs der Vormachtstellung der Topasse und Portugiesen in Westtimor. Die Niederländer übernahmen die Herrschaft und begründeten damit die noch heute existierende Teilung der Insel.

## Belege
- History of Timor – Technische Universität Lissabon (PDF-Datei; 805 kB)
- James J. Fox: The Paradox of Powerlessness: Timor in Historical Perspective (Memento vom 6. Juli 2007 im Internet Archive) (PDF; 70 kB), 9. Dezember 1996, Department of Anthropology, Research School of Pacific and Asian Studies, The Australian National University